# NGC 4945
NGC 4945是位於半人馬座的一個螺旋星系。它是詹姆士·丹露帕在1826年發現的。它属于棒旋星系，被認為结构上與銀河系非常相似，但是X射線的觀察顯示NGC 4945很不尋常，是一個精力充沛的西佛2型核心，這意味著它的中心可能有一個巨大的黑洞。

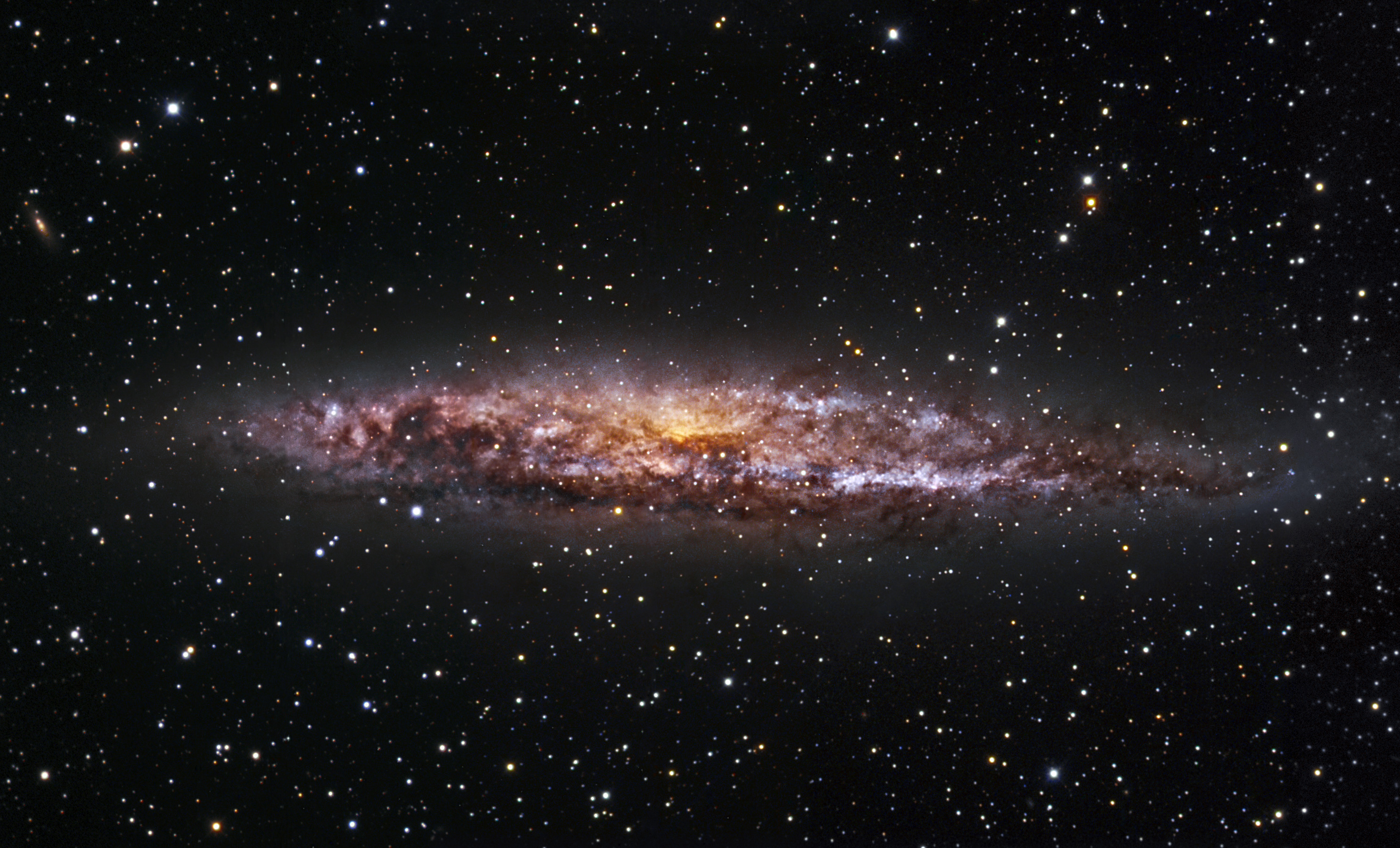
螺旋星系NGC 4945，是銀河系的近鄰。

## 星系群的資訊
NGC 4945是鄰近地球的星系群，半人馬座 A/M83星系團中最大的星系之一。 這個星系是以半人馬座A為中心的子群中第二亮的星系。

## 外部連結
- 维基共享资源上的相關多媒體資源：NGC 4945
- APOD: Nearby Spiral Galaxy NGC 4945 (7/21/02)（页面存档备份，存于）
- ESO: The milkyway's nearby cousin (2/10/09)
- NGC4945